# Colangitis biliar primària
La colangitis biliar primària (abans coneguda com a cirrosi biliar primària), sovint abreujada CBP, és una malaltia autoimmunitària del fetge que es caracteritza per la destrucció progressiva i lenta mediada pels limfòcits T dels conductes biliars petits del fetge, amb els conductes intralobulillars (canals de Hering) afectats des de l'inici de la malaltia. Quan aquests conductes estan danyats, la bilis s'acumula en el fetge (colèstasi) lesionant així el teixit hepàtic, el qual sofreix canvis necroinflamatoris greus. Aquest fet pot conduir a la formació de cicatrius fibròtiques parenquimatoses, a la cirrosi i en els casos més evolucionats a la pràctica d'un trasplantament hepàtic o, fins i tot, d'un retrasplantament si es produeix una recurrència de la CBP després de la primera intervenció. L'etiologia de la CBP està lligada a factors genètics, immunitaris, epigenètics i ambientals. El tabaquisme, els agents infecciosos i els xenobiòtics tenen un paper molt important en el seu desenvolupament. És l'hepatopatia colestàsica crònica més comuna de l'edat adulta i es desenvolupa majoritàriament en dones. La presencia d'anticossos antimitocondrials de tipus M2, d'anticossos antinuclears específics (gp210 i sp100) i d'anticossos anticentromèrics és típica de la malaltia. La positivitat d'aquests anticossos i la detecció d'una colèstasi bioquímica en el malalt són suficients per establir el diagnòstic de colangitis biliar primària, sense que sigui imprescindible la pràctica d'una biòpsia hepàtica.
Els símptomes habituals són cansament, artràlgies, dolor abdominal, colúria, hipercolesterolèmia, trastorns del son, pruïja i, en casos més avançats, icterícia, hipocalèmia refractària, lesions cutànies al tronc, ectàsia vascular de l'antre pilòric estomacal, peritonitis granulomatosa, ascites, síndrome de Sjögren, hipertensió portal, esteatorrea, hematèmesi d'origen esofàgic, osteomalàcia i osteoporosi. Alguns malalts de CBP, predominantment els que cursen amb cirrosi, poden desenvolupar un carcinoma hepatocel·lular. La CBP és el principal factor de risc del colangiocarcinoma hilar. En les primeres fases de la malaltia molts individus romanen asimptomàtics, i només hi ha canvis en les anàlisis de sang. La presència d'anticossos antimitocondrials en sèrum es detecta en un 95 per cent de les persones amb CBP. Els nivells sérics de colesterol total, fosfolípids, àcids biliars, fosfatasa alcalina i gamma-glutamiltransferasa estan notablement elevats. La determinació de l'enzim autotaxina és un biomarcador útil per avaluar analíticament el progrés de la fibrosi hepàtica causada per la malaltia. Alguna vegada s'ha diagnosticat una CBP amb serologia positiva IgM i IgG contra el virus de l'hepatitis A i anticossos antimitocondrials negatius. L'elastografia transitòria controlada per vibracions (FibroScan®) és una prova d'imatge no invasiva que mesura el grau de fibrosi existent en una colangitis biliar primària, ajudant a establir amb precisió la prognosi del cas. Les imatges típiques de les ecografies dels que pateixen CBP solen ser l'engruiximent de la paret de la vena porta hepàtica, la presència de bandes hipoecoiques periportals i l'augment del diàmetre del lòbul esquerre del fetge associat al progrés histològic de la malaltia. Inusualment, el resultat d'una colangiopancreatografia per ressonància magnètica pot suggerir l'existència d'una CBP en un pacient amb hiperbilirubinèmia conjugada i cal fer una biòpsia de fetge per arribar al diagnòstic definitiu de sarcoïdosi hepàtica. La diagnosi diferencial de la CBP inclou la colangitis autoimmunitària associada a la immunoglobulina IgG4, la esteatohepatitis alcohòlica i no alcohòlica i la hepatotoxicitat induïda per fàrmacs.
Abans es pensava que era una malaltia rara als països europeus, però els estudis més recents han demostrat que pot afectar fins a unes 22 persones/100.000 habitants. A Espanya té una prevalença de 19,5 casos/100.000 habitants i una incidència anual de 1,7 casos/100.000 habitants. L'any 2018, la incidencia anual de la CBP a Catalunya s'estimava en 3,44 casos/100.000 habitants. És molt més freqüent en dones d'entre entre 35 i 70 anys, amb una proporció de sexes d'almenys 9:1 dones a homes, i acostuma a ser una afecció hepàtica de tipus familiar. Poques vegades es veu en persones menors de 25 anys. La incidència en nens i adolescents és de 0,2 casos/100.000 individus/any. El diagnòstic de CBP en embarassades no és gens habitual, però hi ha casos en els quals la malaltia causa una hiperamonèmia transitòria que no sol comportar seqüeles neurològiques en la mare o en el fetus. La colitis ulcerosa, la ruptura prematura de membranes i el part preterme poden ser algunes de les complicacions de la síndrome de superimposició de CBP i hepatitis autoimmunitària. Els pacients amb CBP tenen un major risc de desenvolupar trastorns cardiovasculars que la població general.
La malaltia ha estat descrita almenys des de l'any 1851, i va ser anomenada "cirrosi biliar primària" el 1949. Com que la cirrosi només és una característica de la malaltia avançada, grups de defensa dels pacients van proposar el canvi del seu nom a "colangitis biliar primària" el 2014. La principal diferència entre la colangitis biliar primària i la colangitis esclerosant primària és que la primera es caracteritza per danyar els conductes biliars de petit calibre de l'interior del fetge, mentre que en la segona les lesions afecten predominantment els conductes biliars mitjans i gruixuts de dins i de fora del fetge. El tractament de primera línia de la CBP és l'àcid ursodesoxicòlic, un fàrmac contra la colèstasi no específic. Es pot administrar ácid obeticòlic en casos que no tenen una resposta adequada a la monoteràpia amb àcid ursodesoxicòlic. Un terç dels pacients amb CBP i cirrosi que reben aquest medicament desenvolupen efectes secundaris greus que requereixen un control estricte. Els agonistes dels receptors activats per proliferadors peroxisomals, com el bezafibrat o el fenofibrat, poden estar indicats en malalts amb CBP greu refractaris al tractament convencional. El rituximab modula la producció de citocines proinflamatòries i redueix el nivell de fostatasa alcalina i el títol sèric d'anticossos antimitocondrials en pacients de CBP que són parcialment resistents a l'àcid ursodesoxicòlic. La colestiramina (un segrestant d'àcids biliars) es pot emprar per controlar el prurigen d'origen colestàsic que causa la malaltia.
S'ha registrat la inusual coexistència en un mateix individu de colangitis biliar primària i artritis reumatoide, acidosi tubular renal proximal, diabetis tipus 1, malaltia de Behçet, hepatitis autoimmunitària, malaltia de Wilson, esclerosi múltiple, abscés esplènic per criptococcosi, lupus eritematós sistèmic, pancreatitis autoimmunitària, hiperplàsia limfoide hepàtica reactiva, malaltia intersticial difusa del pulmó, colangitis esclerosant primària, síndrome de CREST o carcinomes hepàtics metacrònics de dos tipus histològics diferents; així com l'associació de CBP i colitis ulcerosa, de CBP i liquen cutani amiloide generalitzat, de CBP i psoriasi, de CBP i pemfigoide ampul·lar, de CBP i pseudolimfoma (proliferació limfoide benigna de naturalesa reactiva) hepàtic, de CBP i queratosi dels palmells de les mans, de CBP i espondilitis anquilosant, de CBP i anèmia perniciosa, de CBP i pica per anèmia ferropènica, de CBP i poliquistosi renal autosòmica dominant, de CBP i vasculitis pustulosa, de CBP i síndrome d'Evans, de CBP i dermatitis herpetiforme en el context d'una malaltia celíaca o de CBP amb miastènia gravis després del puerperi. En algun cas excepcional, les característiques clíniques i analítiques de l'afectació hepàtica per sífilis són molt semblants a les de la CBP. La concurrència de CBP i esclerosi sistèmica limitada no és rara i en certs casos els símptomes d'aquestes dues malalties autoimmunitàries es solapen entre ells. La CBP pot ser una complicació atípica de la malaltia de Crohn.